# Nervilia plicata
Nervilia plicata är en orkidéart som först beskrevs av Henry Charles Andrews, och fick sitt nu gällande namn av Rudolf Schlechter. Nervilia plicata ingår i släktet Nervilia och familjen orkidéer. Inga underarter finns listade i Catalogue of Life.

## Bildgalleri

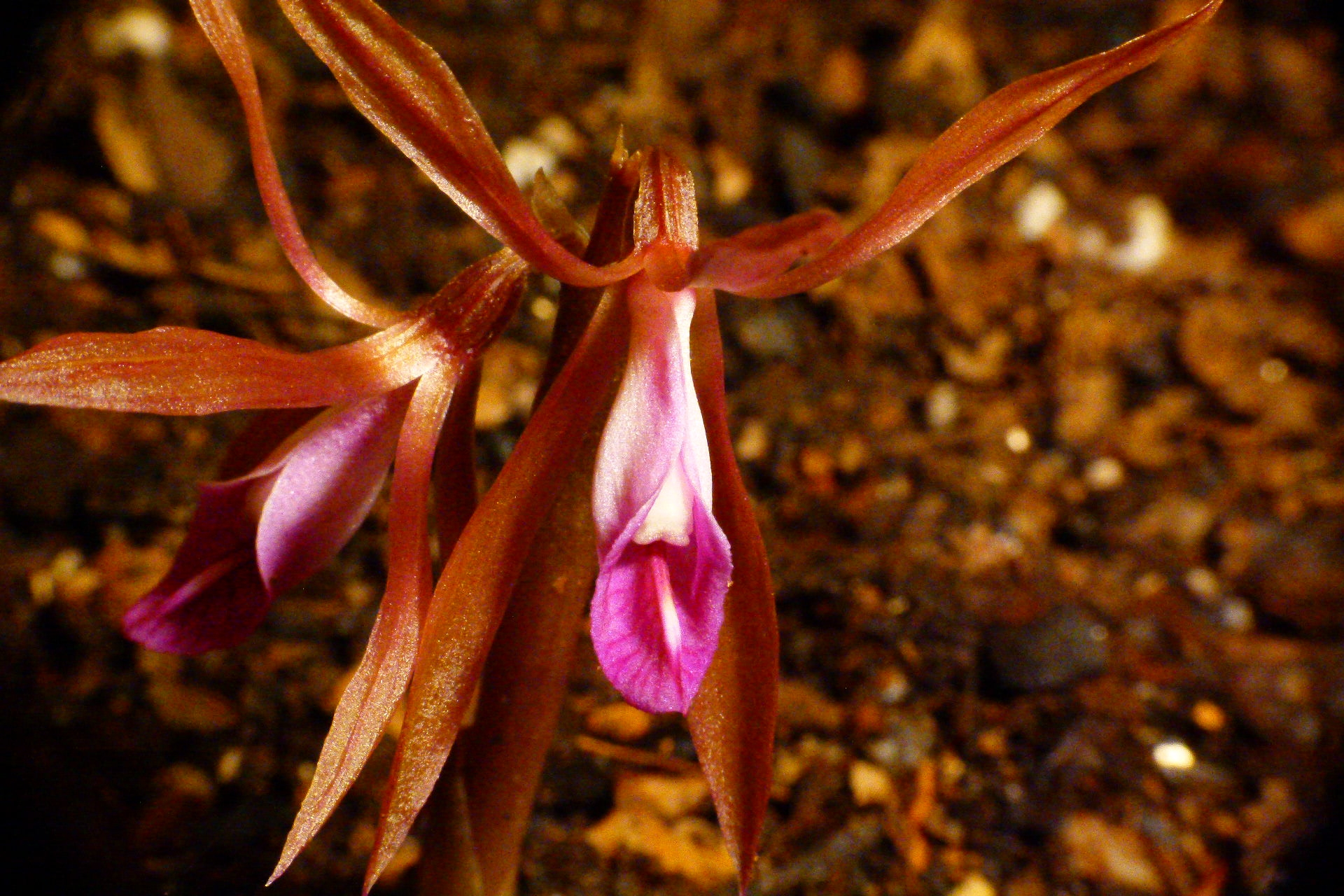
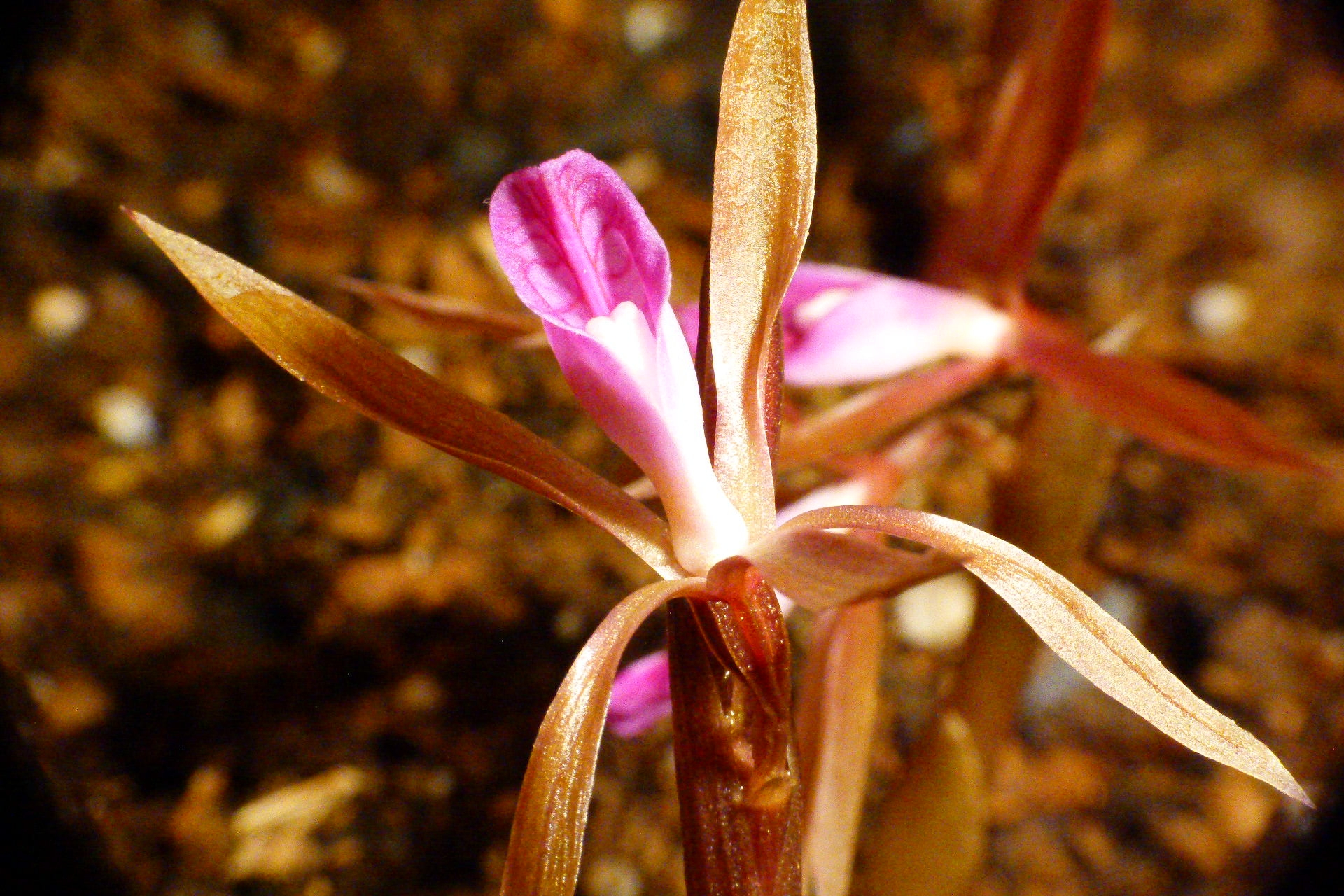
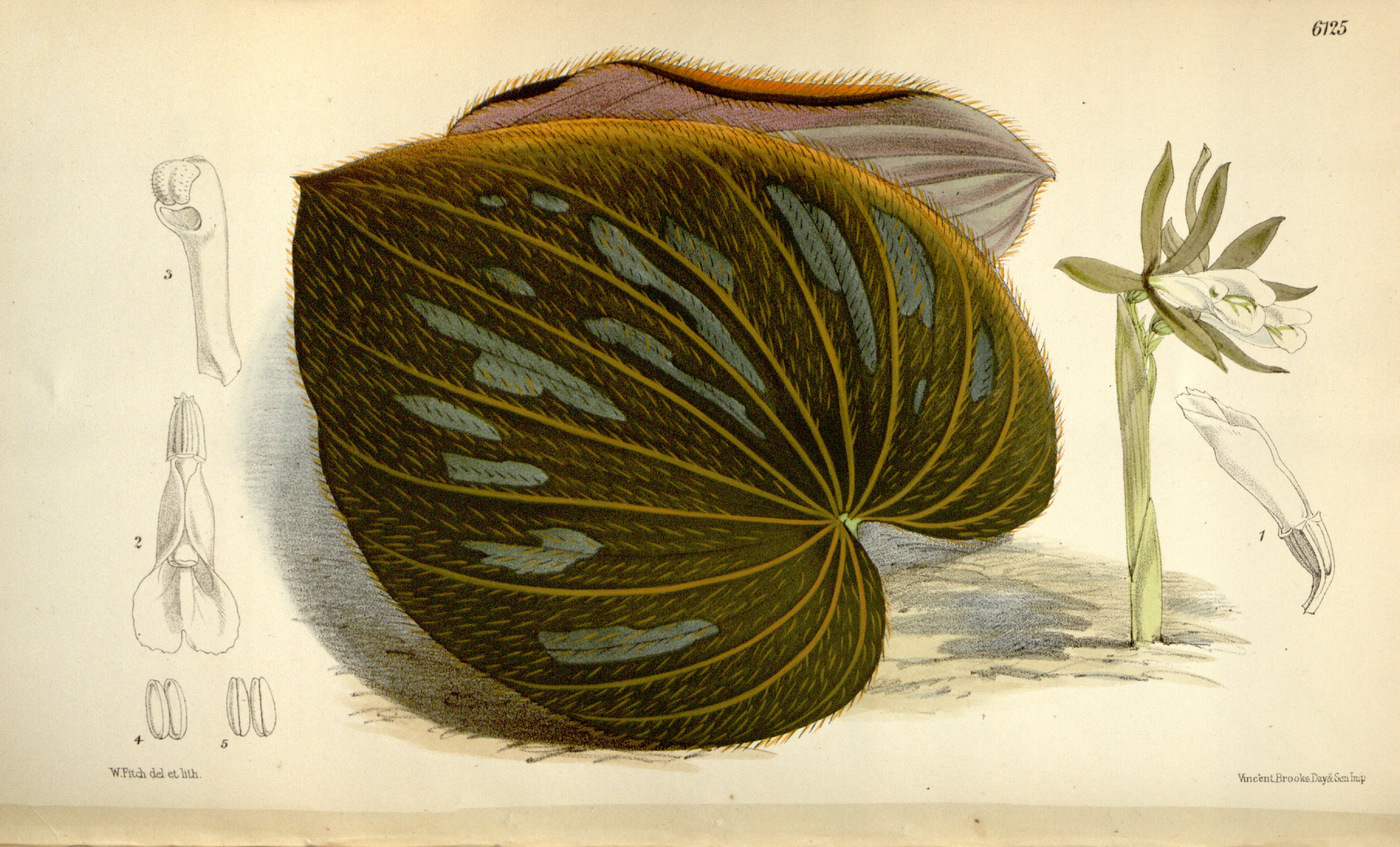
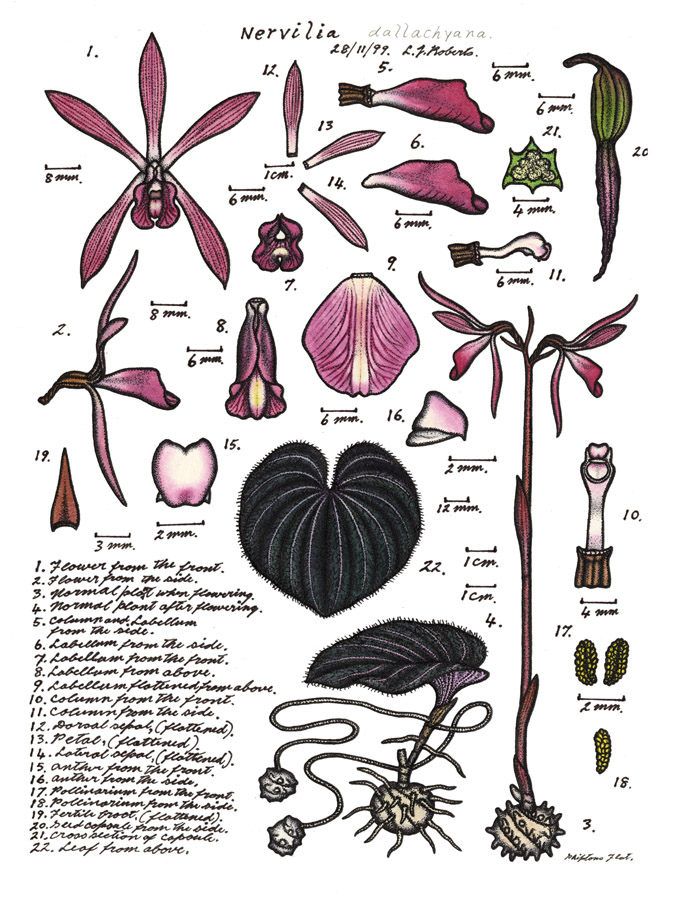